# Berthold Englisch
Berthold Englisch (Hotzenplotz, 9 de juliol de 1851 – Viena, 19 d'octubre de 1897) fou un destacat jugador d'escacs austríac, nascut a la Silèsia txeca (llavors territori de l'Imperi Austrohongarès), en el si d'una família jueva. Es guanyava la vida com a agent de borsa.

## Resultats destacats en competició
Fou 8è al torneig de Paris 1878 (el campió fou J. Zukertort). Va guanyar els torneigs de Leipzig 1879 (Ier DSB Congress), en el qual es convertí en Campió d'Alemanya i de Wiesbaden 1880 (ex aequo amb J.H. Blackburne i A. Schwarz, i per davant d'E.Schallopp, J.Mason, H. Bird, S. Winawer, etc.).
Fou setè al gran Torneig d'escacs de Viena de 1882, el torneig més fort de la seva època (guanyat conjuntament per Winawer i Steinitz).
El seu darrer torneig fou el de Berlin 1897, durant el qual es va trobar malament i va haver d'abandonar-lo (va morir poques setmanes després).
Va perdre, en matxs, contra Vincenz Hruby el 1882 i contra Emanuel Lasker el 1890, en ambdós casos per la puntuació de 1.5 : 3.5, i va empatar contra Harry Nelson Pillsbury 2.5 : 2.5 (+0 –0 =5) el 1896, tots ells a Viena.
Segons Chessmetrics, va arribar a ser el segon jugador del món per un curt període, entre juliol i agost del 1881